# Янович Володимир

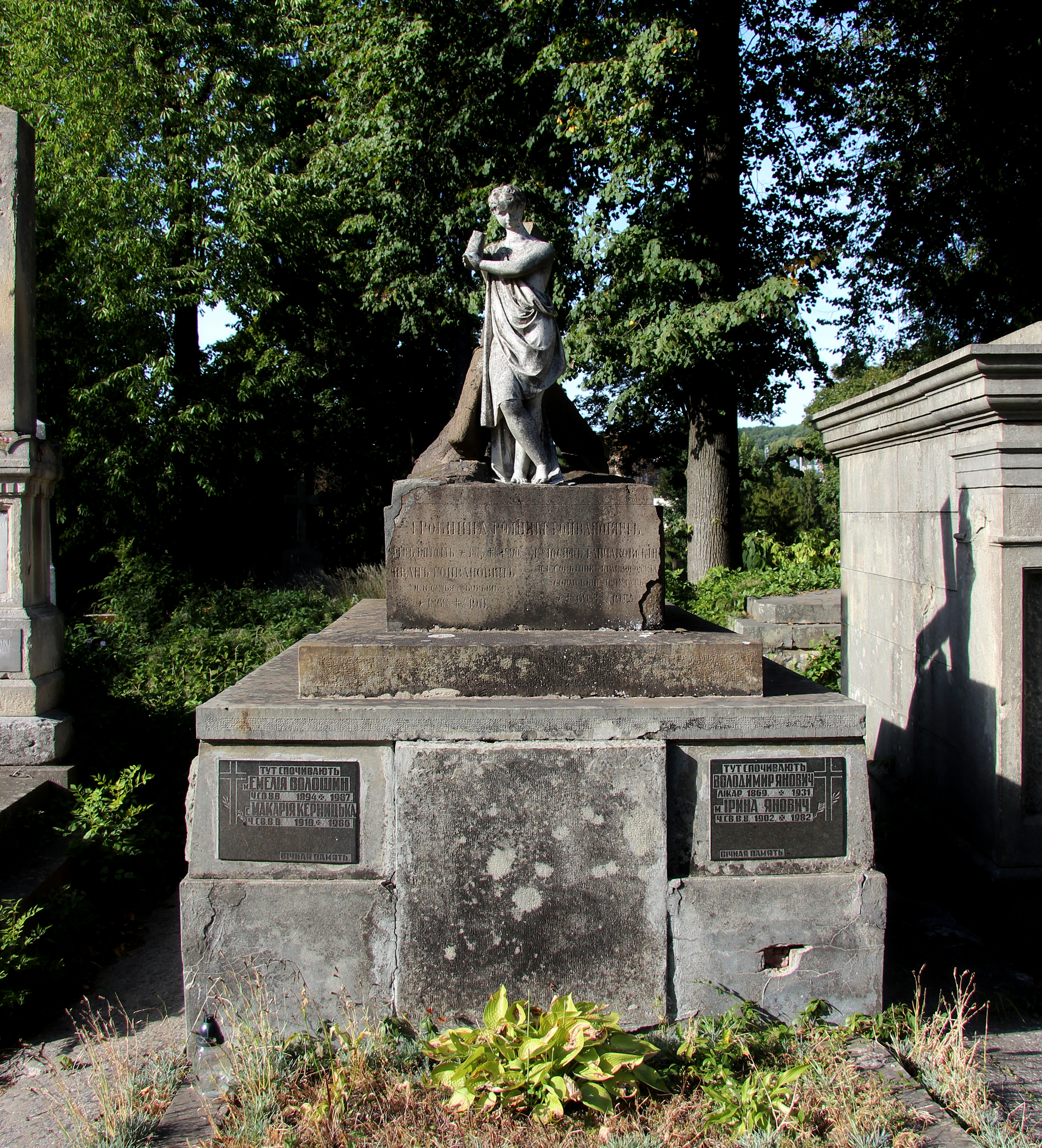

доктор Володи́мир Яно́вич (1869, Солотвин, повіт Надвірна — 23 грудня 1931, Станиславів) — український галицький лікар-терапевт, громадсько-культурний діяч, почесний член товариства «Просвіта», організатор політичного, просвітнього й громадського життя Станиславівщини, філантроп, меценат, член УНДО.

## Життєпис
Народився в Солотвині Богородчанського повіту на Прикарпатті в учительській сім'ї.
Медичну освіту здобув у Віденському університеті, провадив приватну практику у Станиславові. Довголітній, вельми заслужений голова філії «Просвіти» в Станиславові (у 1910—1912 роках), після Першої світової війни), своїм коштом створив «Селянську бурсу» для гімназистів. Один із засновників Українського лікарського товариства, «Кредитової спілки», товариств «Сокіл», «Зоря». У період ЗУНР очолював повітовий відділ влади, був головою санітарного відділу міської управи.
Старша дочка — Ксеня Лебедович — закінчила медицину, емігрувала до США; молодша — Марія — закінчила філософію в університеті, була вчителькою у гімназії сестер-василіянок, вступила до ЧСВВ і, як мати Ірина, відійшла у вічність у Львові.
Володимир Янович помер у Станиславові 23 грудня 1931 року. Похований у Львові на 68 полі Личаківського цвинтаря в родинній гробниці. Крім нього в гробівці спочивають: донька Марія — мати Ірина ЧСВВ (1902—1982) та ще дві сестри ЧСВВ: с. Емелія Волошин (1894—1987) і с. Макарія Керницька (1910—1986).